# Camprodon
Camprodon è un comune spagnolo di 2 248 abitanti situato nella comunità autonoma della Catalogna.

## Galleria d'immagini

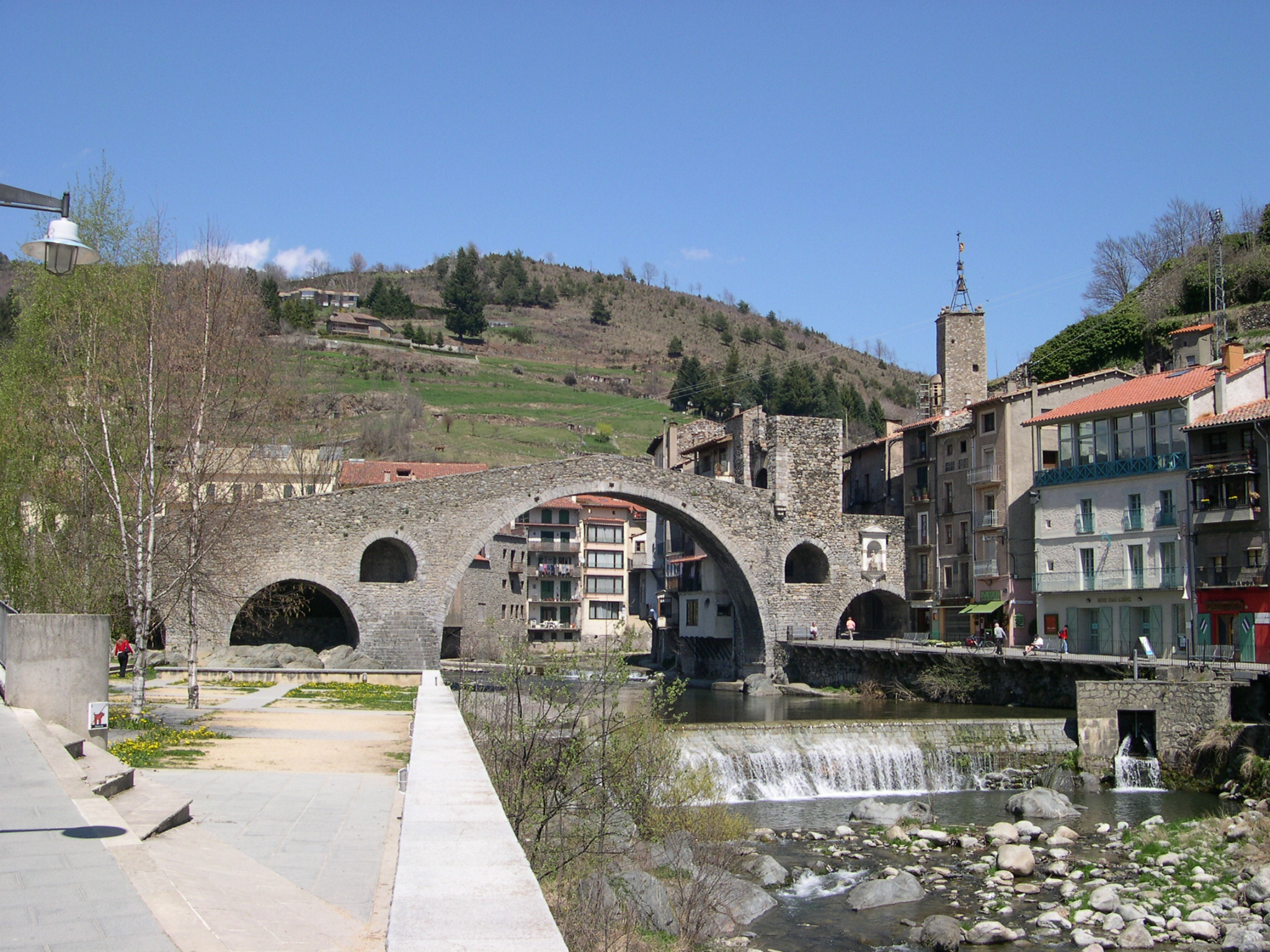
Il ponte
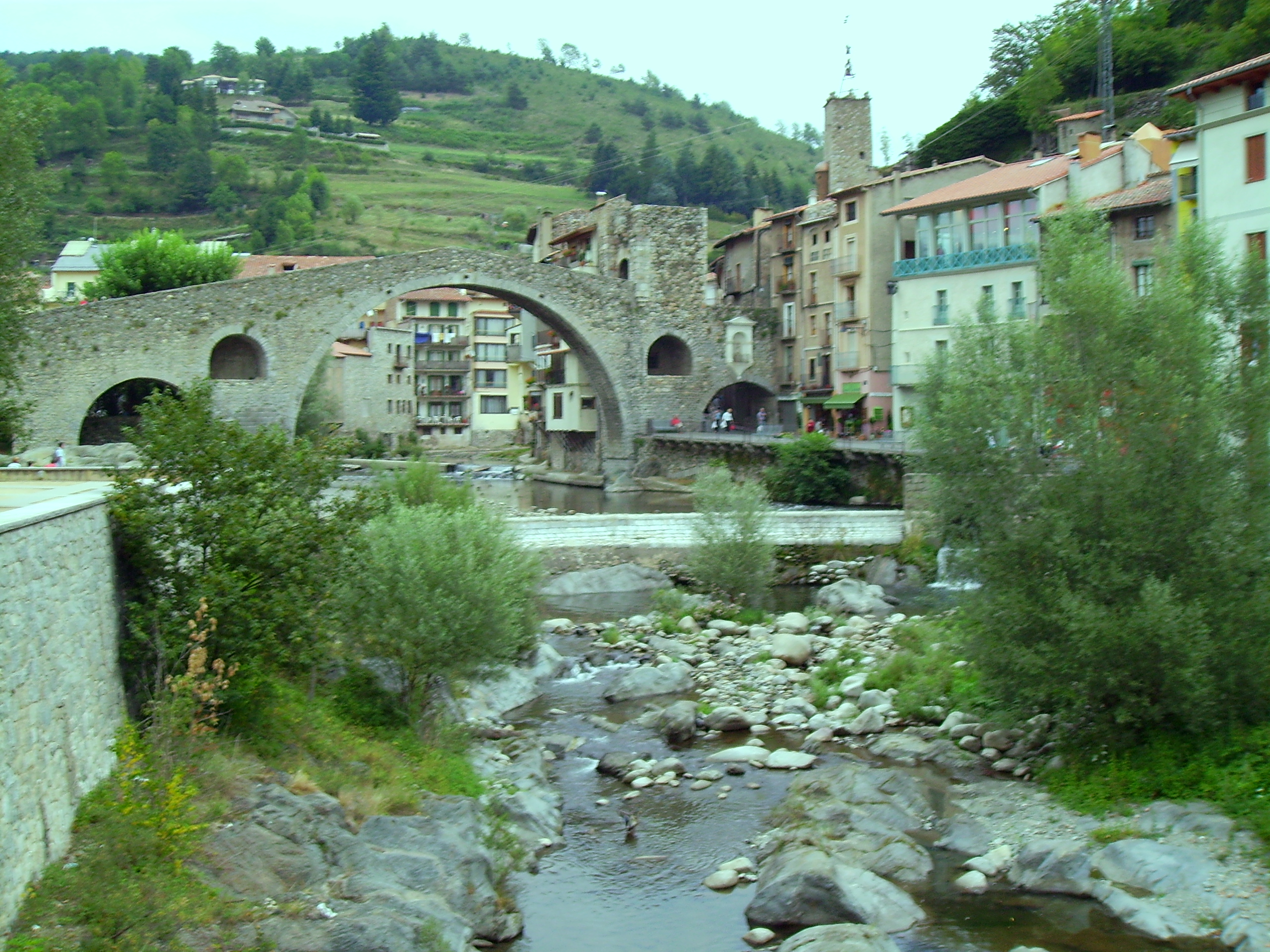
Il ponte